# Ronde van Spanje 2013
De 68e editie van de Ronde van Spanje ging van start op zaterdag 24 augustus 2013 in Vilanova de Arousa en eindigde op zondag 15 september in de hoofdstad Madrid.
De Vuelta begon (net als in 2012) met een ploegentijdrit in de regio Galicië en de enige andere tijdrit werd verreden in de elfde etappe. Naast de twee tijdritten stond de editie van 2013 vooral in het teken van de bergetappes. Zo waren er dertien bergetappes en elf van deze etappes hadden een finish bergop. Door de vele bergritten waren er slechts zes vlakke etappes. Tevens maakte de 68e editie ook een uitstap naar de buurlanden Frankrijk en Andorra.
De Italiaan Vincenzo Nibali en de Spanjaarden Joaquim Rodríguez en Alejandro Valverde werden vooraf als de grootste favorieten voor de eindzege beschouwd. De strijd werd echter verrassend gewonnen door de 41-jarige Amerikaan Chris Horner, die daarmee veruit de oudste winnaar ooit werd van een grote ronde. Horner wist ook twee etappezeges op zijn naam te schrijven. Belgisch en Nederlands etappesucces was er dankzij respectievelijk Philippe Gilbert en Bauke Mollema, die beiden een ritzege boekten.

## Deelnemende ploegen
Alle negentien UCI World Tour ploegen hadden het recht en de plicht om deel te nemen aan de Ronde van Spanje 2013. Daarnaast gaf de organisatie nog drie wildcards aan teams die geen deel uitmaken van de World Tour.
| 19 UCI World Tour-ploegen | 19 UCI World Tour-ploegen | 19 UCI World Tour-ploegen | 3 wildcards        |
| ------------------------- | ------------------------- | ------------------------- | ------------------ |
| AG2R-La Mondiale          | FDJ.fr                    | Omega Pharma-Quick Step   | Caja Rural         |
| Argos-Shimano             | Team Garmin-Sharp         | Orica-GreenEdge           | Cofidis            |
| Astana Pro Team           | Lampre-Merida             | RadioShack-Leopard        | Team NetApp-Endura |
| Belkin Pro Cycling        | Lotto-Belisol             | Saxo-Tinkoff              |                    |
| BMC Racing Team           | Katjoesja Team            | Sky ProCycling            |                    |
| Cannondale Pro Cycling    | Team Movistar             | Vacansoleil-DCM           |                    |
| Euskaltel-Euskadi         |                           |                           |                    |

## Etappe-overzicht
| Datum   | Etappe  | Start-Finish                                            | Afstand in km | Type                | Winnaar                                                                                               | Ploeg                                                                                                 | Klassementsleider |
| ------- | ------- | ------------------------------------------------------- | ------------- | ------------------- | --- | --- | ----------------- |
| 24 aug  | 1       | Vilanova de Arousa - Sanxenxo                           | 27,4          | Ploegentijdrit      | Astana Pro Team (Nibali, Brajkovič, Fuglsang, Grivko, Iglinski, Kangert, Tiralongo, Vanotti en Zejts) | Astana Pro Team (Nibali, Brajkovič, Fuglsang, Grivko, Iglinski, Kangert, Tiralongo, Vanotti en Zejts) | Janez Brajkovič   |
| 25 aug  | 2       | Pontevedra - Monte da Groba (Baiona)                    | 177,7         | Bergrit             | Nicolas Roche                                                                                         | Team Saxo-Tinkoff                                                                                     | Vincenzo Nibali   |
| 26 aug  | 3       | Vigo - Mirador de Lobeira (Vilagarcía de Arousa)        | 184,8         | Heuvelrit           | Chris Horner                                                                                          | RadioShack-Leopard                                                                                    | Chris Horner      |
| 27 aug  | 4       | Lalín - Fisterra (Cabo Finisterre)                      | 189           | Heuvelrit           | Daniel Moreno                                                                                         | Team Katjoesja                                                                                        | Vincenzo Nibali   |
| 28 aug  | 5       | Sober - Lago de Sanabria (Galende)                      | 174,3         | Heuvelrit           | Michael Matthews                                                                                      | Orica-GreenEdge                                                                                       | Vincenzo Nibali   |
| 29 aug  | 6       | Guijuelo - Cáceres                                      | 175           | Vlakke rit          | Michael Mørkøv                                                                                        | Team Saxo-Tinkoff                                                                                     | Vincenzo Nibali   |
| 30 aug  | 7       | Almendralejo - Mairena del Aljarafe                     | 205,9         | Vlakke rit          | Zdeněk Štybar                                                                                         | Omega Pharma-Quick Step                                                                               | Vincenzo Nibali   |
| 31 aug  | 8       | Jerez de la Frontera - Alto de Peñas Blancas (Estepona) | 166,6         | Bergrit             | Leopold König                                                                                         | Team NetApp-Endura                                                                                    | Nicolas Roche     |
| 1 sept  | 9       | Antequera - Valdepeñas de Jaén                          | 163,7         | Heuvelrit           | Daniel Moreno                                                                                         | Team Katjoesja                                                                                        | Daniel Moreno     |
| 2 sept  | 10      | Torre del Campo - Alto de Hazallanas (Güéjar Sierra)    | 186,8         | Bergrit             | Chris Horner                                                                                          | RadioShack-Leopard                                                                                    | Chris Horner      |
| 3 sept  | Rustdag | Rustdag                                                 | Rustdag       | Rustdag             | Rustdag                                                                                               | Rustdag                                                                                               | Rustdag           |
| 4 sept  | 11      | Tarazona - Tarazona                                     | 38,8          | Individuele tijdrit | Fabian Cancellara                                                                                     | RadioShack-Leopard                                                                                    | Vincenzo Nibali   |
| 5 sept  | 12      | Maella - Tarragona                                      | 164,2         | Vlakke rit          | Philippe Gilbert                                                                                      | BMC Racing Team                                                                                       | Vincenzo Nibali   |
| 6 sept  | 13      | Valls - Castelldefels                                   | 169           | Heuvelrit           | Warren Barguil                                                                                        | Argos-Shimano                                                                                         | Vincenzo Nibali   |
| 7 sept  | 14      | Bagà - Collada de la Gallina (Sant Julià)               | 155,7         | Bergrit             | Daniele Ratto                                                                                         | Cannondale Pro Cycling                                                                                | Vincenzo Nibali   |
| 8 sept  | 15      | Andorra la Vella - Peyragudes                           | 224,9         | Bergrit             | Alexandre Geniez                                                                                      | FDJ.fr                                                                                                | Vincenzo Nibali   |
| 9 sept  | 16      | Graus - Sallent de Gállego                              | 146,8         | Bergrit             | Warren Barguil                                                                                        | Argos-Shimano                                                                                         | Vincenzo Nibali   |
| 10 sept | Rustdag | Rustdag                                                 | Rustdag       | Rustdag             | Rustdag                                                                                               | Rustdag                                                                                               | Rustdag           |
| 11 sept | 17      | Calahorra - Burgos                                      | 189           | Vlakke rit          | Bauke Mollema                                                                                         | Belkin Pro Cycling                                                                                    | Vincenzo Nibali   |
| 12 sept | 18      | Burgos - Peña Cabarga (Medio Cudeyo)                    | 186,5         | Bergrit             | Vasil Kiryjenka                                                                                       | Sky ProCycling                                                                                        | Vincenzo Nibali   |
| 13 sept | 19      | San Vicente de la Barquera - Alto del Naranco           | 181           | Heuvelrit           | Joaquim Rodríguez                                                                                     | Team Katjoesja                                                                                        | Chris Horner      |
| 14 sept | 20      | Avilés - Alto de El Angliru                             | 142,2         | Bergrit             | Kenny Elissonde                                                                                       | FDJ.fr                                                                                                | Chris Horner      |
| 15 sept | 21      | Leganés - Madrid                                        | 109,6         | Vlakke rit          | Michael Matthews                                                                                      | Orica-GreenEdge                                                                                       | Chris Horner      |

## Klassementsleiders na elke etappe
| Etappe    | Rode trui Alg. klassement | Groene trui Puntenklassement | Bolletjestrui Bergklassement | Witte trui Combiklassement | Geel rugnummer Ploegenklassement | Rood rugnummer Strijdlust |
| --------- | ------------------------- | ---------------------------- | ---------------------------- | -------------------------- | -------------------------------- | ------------------------- |
| 1         | Janez Brajkovič           | Niet uitgereikt              | Niet uitgereikt              | Niet uitgereikt            | Astana                           | Janez Brajkovič           |
| 2         | Vincenzo Nibali           | Nicolas Roche                | Nicolas Roche1               | Nicolas Roche2             | RadioShack-Leopard               | Alex Rasmussen            |
| 3         | Chris Horner              | Nicolas Roche                | Nicolas Roche1               | Nicolas Roche2             | RadioShack-Leopard               | Pablo Urtasun             |
| 4         | Vincenzo Nibali           | Daniel Moreno                | Nicolas Roche1               | Nicolas Roche2             | RadioShack-Leopard               | Nicolas Edet              |
| 5         | Vincenzo Nibali           | Daniel Moreno                | Nicolas Roche1               | Nicolas Roche2             | RadioShack-Leopard               | Antonio Piedra            |
| 6         | Vincenzo Nibali           | Michael Matthews             | Nicolas Roche1               | Nicolas Roche2             | RadioShack-Leopard               | Tony Martin               |
| 7         | Vincenzo Nibali           | Michael Matthews             | Nicolas Roche1               | Nicolas Roche2             | RadioShack-Leopard               | Javier Aramendia          |
| 8         | Nicolas Roche             | Daniel Moreno3               | Nicolas Roche1               | Nicolas Roche2             | Saxo-Tinkoff                     | Antonio Piedra            |
| 9         | Daniel Moreno             | Daniel Moreno3               | Nicolas Roche1               | Daniel Moreno4             | Team Movistar                    | Javier Aramendia          |
| 10        | Chris Horner              | Daniel Moreno3               | Chris Horner5                | Chris Horner6              | Saxo-Tinkoff                     | Juan Antonio Flecha       |
| 11        | Vincenzo Nibali           | Daniel Moreno3               | Chris Horner5                | Nicolas Roche              | Astana                           | Fabian Cancellara         |
| 12        | Vincenzo Nibali           | Daniel Moreno3               | Chris Horner5                | Nicolas Roche              | Astana                           | Fabricio Ferrari          |
| 13        | Vincenzo Nibali           | Daniel Moreno3               | Chris Horner5                | Nicolas Roche              | Astana                           | Michele Scarponi          |
| 14        | Vincenzo Nibali           | Alejandro Valverde           | Daniele Ratto                | Chris Horner7              | Astana                           | Daniele Ratto             |
| 15        | Vincenzo Nibali           | Alejandro Valverde           | Nicolas Edet                 | Chris Horner7              | Astana                           | Alexandre Geniez          |
| 16        | Vincenzo Nibali           | Alejandro Valverde           | Nicolas Edet                 | Chris Horner7              | Euskaltel-Euskadi                | Juan Antonio Flecha       |
| 17        | Vincenzo Nibali           | Alejandro Valverde           | Nicolas Edet                 | Chris Horner7              | Euskaltel-Euskadi                | Javier Aramendia          |
| 18        | Vincenzo Nibali           | Alejandro Valverde           | Nicolas Edet                 | Chris Horner7              | Saxo-Tinkoff                     | Egoi Martínez             |
| 19        | Chris Horner              | Alejandro Valverde           | Nicolas Edet                 | Chris Horner7              | Euskaltel-Euskadi                | Edvald Boasson Hagen      |
| 20        | Chris Horner              | Alejandro Valverde           | Nicolas Edet                 | Chris Horner7              | Euskaltel-Euskadi                | David Arroyo              |
| 21        | Chris Horner              | Alejandro Valverde           | Nicolas Edet                 | Chris Horner7              | Euskaltel-Euskadi                | niet uitgereikt           |
| Eindstand | Chris Horner              | Alejandro Valverde           | Nicolas Edet                 | Chris Horner               | Euskaltel-Euskadi                | Javier Aramendia          |

| 1 Etappe 3 en 4 gedragen door Daniel Moreno 1 Etappe 9 gedragen door Leopold König 2 Etappe 3 en 4 gedragen door Alejandro Valverde 2 Etappe 5, 6 en 9 gedragen door Chris Horner | 2 Etappe 7 en 8 gedragen door Daniel Moreno 3 Etappe 10 gedragen door Alejandro Valverde 4 Etappe 10 gedragen door Leopold König 5 Etappe 11 gedragen door Nicolas Roche | 6 Etappe 11 gedragen door Alejandro Valverde 7 Etappe 20 gedragen door Nicolas Roche 7 Etappe 21 gedragen door Vincenzo Nibali |

## Eindklassementen

### Algemeen klassement
| Plaats    | Naam               | Ploeg                   | Tijd      |
| --------- | ------------------ | ----------------------- | --------- |
| Rode trui | Chris Horner       | RadioShack-Leopard      | 84u36'04" |
| 2         | Vincenzo Nibali    | Astana                  | +37"      |
| 3         | Alejandro Valverde | Team Movistar           | +1'36"    |
| 4         | Joaquim Rodríguez  | Katjoesja               | +3'22"    |
| 5         | Nicolas Roche      | Team Saxo-Tinkoff       | +7'11"    |
| 6         | Domenico Pozzovivo | AG2R                    | +8'00"    |
| 7         | Thibaut Pinot      | FDJ.fr                  | +8'41"    |
| 8         | Samuel Sánchez     | Euskaltel-Euskadi       | +9'51"    |
| 9         | Leopold König      | Team NetApp-Endura      | +10'11"   |
| 10        | Daniel Moreno      | Katjoesja               | +13'11"   |
|           |                    |                         |           |
| 31        | Serge Pauwels      | Omega Pharma-Quick-Step | +1u17'42" |
| 52        | Bauke Mollema      | Belkin Pro Cycling      | +1u59'34" |

### Nevenklassementen
| Puntenklassement |                    |                         |        |
| Plaats           | Naam               | Ploeg                   | Punten |
| Groene trui      | Alejandro Valverde | Team Movistar           | 152    |
| 2                | Chris Horner       | RadioShack-Leopard      | 126    |
| 3                | Joaquim Rodríguez  | Katjoesja               | 125    |
|                  |                    |                         |        |
| 10               | Bauke Mollema      | Belkin Pro Cycling      | 75     |
| 13               | Gianni Meersman    | Omega Pharma-Quick-Step | 65     |

| Bergklassement        |               |                             |        |
| Plaats                | Naam          | Ploeg                       | Punten |
| Bolletjestrui (blauw) | Nicolas Edet  | Cofidis                     | 46     |
| 2                     | Chris Horner  | RadioShack-Leopard          | 32     |
| 3                     | Daniele Ratto | Cannondale Pro Cycling Team | 30     |
|                       |               |                             |        |
| 25                    | Serge Pauwels | Omega Pharma-Quick-Step     | 8      |

| Combinatieklassement |                    |                    |        |
| Plaats               | Naam               | Ploeg              | Punten |
| Witte trui           | Chris Horner       | RadioShack-Leopard | 5      |
| 2                    | Vincenzo Nibali    | Astana             | 13     |
| 3                    | Alejandro Valverde | Team Movistar      | 17     |

| Ploegenklassement |                   |            |
| Plaats            | Ploeg             | Tijd       |
| 1                 | Euskaltel-Euskadi | 253u29'35" |
| 2                 | Team Movistar     | +1'02"     |
| 3                 | Astana            | +1'30"     |